# أوميت كورت
أوميت كورت (بالتركية: Ümit Kurt)‏ (2 مايو 1991 بعثمانية في تركيا - ) هو لاعب كرة قدم تركي في مركزي قلب الدفاع والدفاع. شارك مع منتخب تركيا ب لكرة القدم ‏ ومنتخب تركيا لكرة القدم. أما مع النوادي، فقد لعب مع أنقرة غوجو وتشايكور ريزه سبور وسيفاسبور.

## وصلات خارجية
- أوميت كورت على موقع اتحاد تركيا (لاعب) (الإنجليزية)
- أوميت كورت على موقع قاعدة بيانات كرة القدم.إي يو (الإنجليزية)
- أوميت كورت على موقع ناشيونال فوتبول تيمز (الإنجليزية)
- أوميت كورت على موقع Soccerway.com (الإنجليزية)
- أوميت كورت على موقع عالم كرة القدم.نت (الإنجليزية)